# Marina Himmighofen
Marina Himmighofen (* 11. November 1984 in Koblenz) ist eine deutsche Fußballspielerin.

## Leben
Marina Himmighofen, die in Koblenz ihr Abitur erfolgreich abgeschlossen hat, absolvierte erfolgreich eine Ausbildung bei der Bundespolizei. Im Juni 2016 nahm sie für die deutsche Polizei-Fußballnationalmannschaft der Frauen an der Europäischen Polizeimeisterschaft in Prag teil.

## Karriere

### Verein
Himmighofens Vater war als Trainer lange Zeit tätig und nahm sie zum Training mit auf den Fußballplatz und so begann ihre Karriere beim SC Weyer in der F-Jugend. Ihre nächsten Stationen waren der TV Bornich und der TuS Ahrbach im Westerwald bei den U-17-Juniorinnen. Für die Rheinlandauswahl bestritt sie einige Spiele und nach einem Jahr wechselte sie schließlich zum SC 07 Bad Neuenahr, wo sie nach kurzer Zeit den Sprung in den Bundesligakader schaffte. Anschließend spielte sie von 2007 bis 2009 bei der SG Essen-Schönebeck, bevor sie zum FCR 2001 Duisburg wechselte. Im Sommer 2016 verkündete Himmighofen ihr Karriereende, gab aber im Februar 2017 in Duisburg ihr Comeback. Nach der Saison 2018/19 war dann endgültig Schluss. Dennoch half sie im Saisonendspurt mit wenigen Einsätzen in den darauffolgenden Saisons.

### Erfolge
- DFB-Pokal-Siegerin 2010

### Nationalmannschaft
Die Abwehrspielerin kam in der Zeit von 2002 bis 2003 auf insgesamt vier Einsätze in der U-19-Nationalmannschaft. 2003 wurde sie für den Nordic Cup der U-21-Auswahlmannschaft in Dänemark nominiert und kam bis zum Jahr 2005 auf 13 Einsätze für die U-21-Nationalmannschaft.